# Fugue pour quatuor à cordes
Pour les articles homonymes, voir Fugue (homonymie).
Fugue pour quatuor à cordes est une fugue pour quatuor à cordes de Nadia Boulanger composée en 1908.

## Présentation
La Fugue pour quatuor à cordes est composée pour le concours d'essai du prix de Rome 1908. L'œuvre, sur un sujet imposé de Théodore Dubois, est écrite par Nadia Boulanger en loge, au château de Compiègne, du 2 au 5 mai 1908.
Les manuscrits autographes sont conservés à la médiathèque Nadia-Boulanger du CNSMDL et à la BnF (Ms. 3896).
La musicologue Alexandra Laederich relève que cette fugue « pour le concours d'essai, écrite pour quatuor à cordes, contrairement au règlement qui prescrivait un quatuor vocal, [...] déclencha un incident relayé par la presse et retarda même l'entrée en loge du concours définitif qui se fit le mardi 19 mai au lieu du samedi 16, mais ce qui ne mit pas Nadia Boulanger hors concours ».
Longtemps inédite à l'édition, l'œuvre est publiée dans les années 2020 par le Palazzetto Bru Zane sous l'égide du Centre international Nadia et Lili Boulanger,. 
La création publique de la pièce est donnée le 15 janvier 2023 à l'Auditorium de Radio France à Paris, par un quatuor composé de musiciens de l'Orchestre philharmonique de Radio France, Nathan Mierdl et Cyril Baleton (violons), Jérémy Pasquier (alto) et Adrien Bellom (violoncelle). 

## Commentaires
Fugue pour quatuor à cordes est d'une durée indicative de dix minutes environ.
La musicologue Hélène Cao relève qu'« avec cette pièce de concours, la candidate démontre sa parfaite maîtrise des techniques du contrepoint. Mais elle affirme aussi une forte personnalité en s'affranchissant de la pure polyphonie. Dans certains passages, ce sont les possibilités offertes par la facture instrumentale qui semblent guider l'inspiration, plus que le respect des règles académiques [...] ». 
Dans le catalogue des œuvres de la compositrice établi par la musicologue Alexandra Laederich, la pièce porte le numéro NB 24.